# スヌーピーコンサート
『スヌーピーコンサート』は、1995年5月19日に発売されたスーパーファミコン用横スクロールアクションゲーム。日本国内のみで発売された作品である。
ユナイテッドメディアよりライセンスを受け、スヌーピーをはじめ漫画『ピーナッツ』（1950年 - 2000年）のキャラクターが登場する。スヌーピーを操作し、各キャラクターから依頼された内容を解決してコンサートを成功させる事を目的としている。

## 開発と販売

### 開発
パックスソフトニカおよび任天堂が行い、プロデューサーはファミリーコンピュータ用ソフト『ハローキティーワールド』（1992年）を手掛けたたかみひろお、ディレクターは『F-ZERO』（1990年）を手掛けた清水一伸、音楽は『ドクターマリオ』（1990年）を手掛けた田中宏和および『スーパーメトロイド』（1994年）を手掛けた濱野美奈子が担当している。また、スペシャルサンクスには『ゲームボーイ』の開発で知られる横井軍平が名を連ねている。

### 販売
販売は三井不動産並びに電通が担当した。不動産デベロッパーと広告代理店がゲームソフトに関わるという異例の形態となった。
三井不動産は発売の数か月前（1995年3月16日）に日本初のアウトレットモールである三井アウトレットパーク 大阪鶴見がオープンし、そのモール内に『ピーナッツ』をテーマにしたキャラクターグッズ専門店であるスヌーピータウンが近日開業する予定となっており、その宣伝を兼ねている側面があった。電通の場合は任天堂と共同で「任天堂・電通ゲームセミナー」を開催するなど、当時協業関係にあったことから、ゲーム事業に参入した。

## ゲーム内容
ゲームは4つのパートに分かれ、それぞれ各キャラクターに頼みごとをされたスヌーピーが探偵のように探し物をしたり、競争をしたりする。一部のパートを除いてウッドストックとスヌーピーを操作するが、機械操作など一部の場面を除いてスヌーピーを直接操作できず、多くの場面でウッドストックを操作してスヌーピーを誘導することになる。スヌーピーが開催するコンサートの観客を集め、席を全て埋めることがゲームの最終的な目標となる。ステレオとモノラルのモードが存在する。
音楽には『ピーナッツ』のアニメ作品と同様、ヴィンス・ガラルディによる曲（「Linus and Lucy」など）が随所で使用されており、本作でのアレンジは田中宏和と濱野美奈子が担当した。
各パートでアクションやパズル、謎解きを行い、プレーヤーを飽きさせない本作は、キャラクターゲームに名作なしの常識を覆すものであると評されている。
ライナスのラブラブ大作戦
自分の気持ちをうまく伝えられないライナスに代わり、リディアに花を届けるのがスヌーピーの役割。リディアがほかの人の花や風船などを手にするまえに花を渡して二人の仲をとりもつことを目的とする。
リランの乗り物大好き！
リランが乗っているベビーカーが勝手に走り始めてしまった。アイコンを操作して風船を割ったり飛んでくるものを落としたりしながらリランを守りゴールまて障害をクリアし続けることを目的とする。しかし、ベビーカーを止めるのは反則となる。
シュローダーの楽譜はどこ？
シュローダーがなくしてしまった大切な楽譜を、敵をかわしながら見つけてあげることを目的とする。
チャーリー・ブラウンの野球大好き！
野球が大好きなのに道具を持っていないチャーリー・ブラウンのためにスヌーピーは探偵に変身する。聞き込み調査をしながらアイテムを交換して野球道具を揃えることを目的とする推理ゲームとなっている。

## 登場キャラクター
- リラン
- ライナス
- シュローダー
- ペパーミント・パティ
- チャーリー・ブラウン
- スヌーピー
- ウッドストック

## スタッフ
- エグゼクティブ・プロデューサー：山内溥
- プロデューサー：たかみひろお
- ディレクター：ISSHIN SHIMIZU（清水一伸）
- プログラマー：鈴木彦孝、住知之、かわしまこういち
- グラフィック・スタッフ：高橋英子、ISSHIN SHIMIZU（清水一伸）、小山隆
- サウンド・スタッフ：田中宏和、濱野美奈子
- アシスタント：こばやしひでと
- スペシャル・サンクス：横井軍平、立本正博、山本雅央、寺崎啓祐、山上仁志、戸高一生、なかむらけんいち、尾崎亘洋、古田律克、中島隆信、桑木隆治、橋下友茂、亀山雅之、ほしのよしあき、前岩克知、安間基夫、梅田賢司、あおきのりこ、ながしまたかはる

## 評価
ゲーム誌『ファミコン通信』の「クロスレビュー」では6・7・9・6の合計28点（満40点）、『ファミリーコンピュータMagazine』の読者投票による「ゲーム通信簿」での評価は以下の通り、20.0点（満30点）となっている。
| 項目 | キャラクタ | 音楽 | お買得度 | 操作性 | 熱中度 | オリジナリティ | 総合 |
| 得点 | 3.6        | 3.6  | 3.0      | 3.3    | 3.3    | 3.3            | 20.0 |